# Landkreis Anhalt-Zerbst
Der Landkreis Anhalt-Zerbst war ein Landkreis im Osten des Landes Sachsen-Anhalt. Am 1. Juli 2007 wurde er im Rahmen der Kreisgebietsreform in Sachsen-Anhalt aufgelöst und sein Gebiet auf die neuen Landkreise Anhalt-Bitterfeld, Jerichower Land und Wittenberg sowie die kreisfreie Stadt Dessau-Roßlau aufgeteilt.
Das Kreisgebiet erstreckte sich nördlich der in dieser Gegend ost-westlich fließenden Elbe. Seinen Namen hatte der Landkreis vom ehemaligen Fürstentum Anhalt-Zerbst, dessen Gebiet sich im Wesentlichen mit dem bisherigen Kreisgebiet deckte. Nachbarkreise des Landkreises Anhalt-Zerbst waren im Norden der Landkreis Jerichower Land und der brandenburgische Landkreis Potsdam-Mittelmark, im Osten der Landkreis Wittenberg, im Süden die kreisfreie Stadt Dessau und der Landkreis Köthen und im Westen der Landkreis Schönebeck.
Am 1. Januar 2005 wurden fünf Gemeinden aus dem Landkreis herausgelöst: Rodleben und Brambach (Eingemeindung in die Stadt Dessau) sowie Dornburg, Ladeburg und Leitzkau (Eingemeindung in die Stadt Gommern im Landkreis Jerichower Land).

## Geschichte
Der Landkreis entstand 1994 durch Zusammenlegung der Landkreise Zerbst und Roßlau mit Teilen des früheren Landkreises Gräfenhainichen. Er war in Verwaltungsgemeinschaften gegliedert.

## Politik

### Kreistag
Die 42 Sitze im Kreistag verteilten sich zuletzt folgendermaßen auf die einzelnen Parteien:
| Partei                  | Sitze |
| ----------------------- | ----- |
| CDU                     | 16    |
| LINKE                   | 7     |
| SPD                     | 7     |
| FDP                     | 3     |
| Neues Forum             | 2     |
| GRÜNE                   | 2     |
| DSU                     | 2     |
| WKA                     | 1     |
| Initiative Schulbildung | 1     |
| DP                      | 1     |

### Wappen
| | Blasonierung: „Geviert durch ein schwarzes Kreuz, belegt mit einem Herzschild; Feld 1 und 4: in Silber drei (2:1) rote Rosen, Feld 2 und 3: in Rot ein silberner goldbewehrter Adler; der Herzschild zeigt in Silber auf roter, schwarz gefugter Zinnenmauer mit offenem Tor einen schreitenden schwarzen Bären.“ |
| Wappenbegründung: Die Farben des ehemaligen Landkreises waren Rot - Weiß (Silber). Das Kreuz symbolisiert die Schenkung des Dorfes Buro bei Coswig 1258 an den Deutschen Ritterorden durch den Grafen Bernhard I. von Anhalt. Bis zur Auflösung des Deutschen Ordens 1809 bestand dort eine Ordenskomturei. Die Rosen gehen auf das Wappen der Edelherren von Zerbst zurück. Das Geschlecht hatte 1209 durch Kaiser Heinrich VI. die Anwartschaft auf den dritten Teil der Stadt Zerbst erhalten. 1253 erwarben die askanischen Markgrafen von Brandenburg die Oberlehnshoheit über Burg und Stadt Zerbst. Daraufhin verkauften 1264 die Herren von Zerbst ihren Anteil an die Grafen von Barby. Der Adler verweist auf die Grafen von Lindau, deren Hauptbesitz im Fürstentum Anhalt das Schloss und die Herrschaft Lindau war. Außerdem gehörte ihnen auch das Schloss Roßlau. 1370 erwarb Fürst Albrecht von Anhalt die Herrschaft als Pfandbesitz. Da die Einlösung nicht erfolgte, verblieb die Herrschaft im Besitz des Fürsten von Anhalt. Der Herzschild zeigt das Wappen des Freistaates Anhalt. Das Wappen wurde am 18. Dezember 1935 durch das Anhaltische Staatsministerium verliehen und am 27. Februar 1995 durch das Ministerium des Innern bestätigt. | |

### Flagge
Die Flagge wurde am 30. Oktober 2002 durch das Ministerium des Innern genehmigt.
Die Flagge ist rot-weiß-rot längsgestreift, bei der Längsform (Banner) im Verhältnis (1:3:1), bei der Querform (Flagge) im Verhältnis (1:2:1), und mit dem mittig aufgelegten Wappen des Landkreises belegt, wobei bei der Längsform der Teilungsbalken des Wappens auf Höhe der oberen Drittellinie des Banners aufliegt.

## Städte und Gemeinden
(Einwohnerzahlen vom 31. Dezember 2006, Gebietsstand vom 30. Juni 2007)
| Einheitsgemeinden - 1. Roßlau (Elbe), Stadt (13.849) - 2. Zerbst/Anhalt, Stadt * (15.537) |

Verwaltungsgemeinschaften mit ihren Mitgliedsgemeinden
| Sitz der Verwaltungsgemeinschaft * | | |
| - 1. VG Coswig (Anhalt) 1. Bräsen (165) 2. Buko (181) 3. Cobbelsdorf (605) 4. Coswig (Anhalt), Stadt * (8.459) 5. Düben (271) 6. Griebo (643) 7. Hundeluft (259) 8. Jeber-Bergfrieden (641) 9. Klieken (1.113) 10. Köselitz (195) 11. Möllensdorf (177) 12. Ragösen (212) 13. Senst (239) 14. Serno (443) 15. Stackelitz (203) 16. Thießen (733) 17. Wörpen (271) | - 2. VG Elbe-Ehle-Nuthe (Sitz: Zerbst) 1. Bornum (546) 2. Buhlendorf (250) 3. Deetz (725) 4. Dobritz (308) 5. Gehrden (216) 6. Gödnitz (242) 7. Grimme (176) 8. Güterglück (735) 9. Hobeck (503) 10. Hohenlepte (243) 11. Jütrichau (512) 12. Leps (316) 13. Lindau, Stadt (1.148) 14. Loburg, Stadt (2.385) 15. Lübs (404) 16. Moritz (343) 17. Nedlitz (670) 18. Nutha (292) 19. Polenzko (301) 20. Prödel (291) 21. Reuden/Anhalt (312) 22. Rosian (590) 23. Schweinitz (287) 24. Steutz (947) 25. Straguth (269) 26. Walternienburg (561) 27. Zeppernick (710) 28. Zernitz (264) | - 3. VG Wörlitzer Winkel 1. Brandhorst (102) 2. Gohrau (427) 3. Griesen (364) 4. Horstdorf (633) 5. Kakau (609) 6. Oranienbaum, Stadt * (3.439) 7. Rehsen (272) 8. Riesigk (215) 9. Vockerode (1.682) 10. Wörlitz, Stadt (1.601) |

## Gebietsveränderungen
Seit 1995 fanden im Landkreis Anhalt-Zerbst viele Gebietsveränderungen statt.
Von den ursprünglich 7 Verwaltungsgemeinschaften bestanden bei der Auflösung des Landkreises noch 3 Verwaltungsgemeinschaften. In der gleichen Zeit verringerte sich die Anzahl der Gemeinden von 69 auf 57.

### Änderungen bei Verwaltungsgemeinschaften
- Bildung der Verwaltungsgemeinschaft Elbe-Ehle-Nuthe aus den Verwaltungsgemeinschaften Loburg, (ohne Ladeburg und Leitzkau), Vorfläming und Zerbster Land (1. Januar 2005)
- Auflösung der Verwaltungsgemeinschaft Rosseltal – Eingliederung der Gemeinden Brambach und Rodleben in die Stadt Dessau, Eingliederung der restlichen Gemeinden in die Verwaltungsgemeinschaft Coswig (Anhalt) (1. Januar 2005)
- Auflösung der Verwaltungsgemeinschaft Oranienbaum – Eingliederung der Gemeinden in die Verwaltungsgemeinschaft Wörlitzer Winkel (1. Januar 2005)

### Änderungen auf Gemeindeebene
- Auflösung der Gemeinde Luko – Eingemeindung nach Thießen (1. Mai 1999)
- Auflösung der Gemeinde Streetz – Eingemeindung nach Roßlau (Elbe) (1. Januar 2001)
- Auflösung der Gemeinde Pulspforde – Eingemeindung nach Zerbst (1. April 2002)
- Auflösung der Gemeinde Mühlstedt – Eingemeindung nach Roßlau (1. Januar 2003)
- Auflösung der Gemeinde Zieko – Eingemeindung nach Coswig (Anhalt) (1. Januar 2004)
- Auflösung der Gemeinden Bias und Luso – Eingemeindung nach Zerbst (1. Januar 2005)
- Auflösung der Gemeinden Dornburg, Ladeburg und Leitzkau – Eingemeindung nach Gommern; damit Wechsel in den Landkreis Jerichower Land (1. Januar 2005)
- Auflösung der Gemeinden Brambach und Rodleben – Eingemeindung nach Dessau (1. Januar 2005)

### Namensänderung
- von Zerbst zu Zerbst/Anhalt (1. Juli 2006)

## Kreisreform 2007
Am 1. Juli 2007 endete das Bestehen des Landkreises Anhalt-Zerbst.
Das bisherige Territorium wurde unter den neuen bzw. neugeordneten Verwaltungseinheiten
- Landkreis Jerichower Land (Nordteil)
- Landkreis Anhalt-Bitterfeld (Südteil)
- Landkreis Wittenberg (Südostteil)

sowie der
- kreisfreien Stadt Dessau-Roßlau

aufgeteilt.
Die Städte Roßlau und Dessau fusionierten am 1. Juli 2007 zur neuen Stadt Dessau-Roßlau. Der Norden des Landkreises Anhalt-Zerbst ist im Rahmen der Kreisgebietsreform zum 1. Juli 2007 dem Landkreis Jerichower Land angegliedert worden.
Auf Grund gesetzlich vorgegebener Bürgerentscheide und eines Änderungsgesetzes vom 16. November 2006 wechselten die Stadt Zerbst/Anhalt und 21 Gemeinden der VG Ehle-Elbe-Nuthe (Stadt Lindau, die Gemeinden Bornum, Buhlendorf, Deetz, Dobritz, Gehrden, Gödnitz, Grimme, Güterglück, Hohenlepte, Jütrichau, Leps, Moritz, Nedlitz, Nutha, Polenzko, Reuden, Steutz, Straguth, Walternienburg und Zernitz) in den neuen Landkreis Anhalt-Bitterfeld.
Entsprechend den Gebietsänderungsgesetzen wurden die Verwaltungsgemeinschaft Coswig (Anhalt) und der Wörlitzer Winkel in den Landkreis Wittenberg eingegliedert, die Gemeinden Hobeck, Loburg, Lübs, Prödel, Rosian, Schweinitz und Zeppernick der VG Ehle-Elbe-Nuthe in den Landkreis Jerichower Land.

## Kfz-Kennzeichen
Am 1. Juli 1994 wurde dem Landkreis das Unterscheidungszeichen AZE zugewiesen. Es wurde bis zum 30. Juni 2007 ausgegeben. Seit dem 27. November 2012 ist es aufgrund der Kennzeichenliberalisierung im Landkreis Anhalt-Bitterfeld erhältlich.
Bis etwa zum Jahr 2000 erhielten Fahrzeuge aus den Teilkreisen besondere Erkennungsnummern:
| Gebiet                  | Buchstaben | Zahlen    |
| ----------------------- | ---------- | --------- |
| Teilkreis Roßlau/Coswig | A bis N    | 1 bis 999 |
| Teilkreis Roßlau/Coswig | AA bis NZ  | 1 bis 99  |
| Teilkreis Zerbst        | P bis Z    | 1 bis 999 |
| Teilkreis Zerbst        | PA bis ZZ  | 1 bis 99  |